# Ширяев, Степан Григорьевич
Степан Григорьевич Ширяев (27 октября [8 ноября] 1857. с. Таволожка, Саратовская губерния — 18 августа 1881, Санкт-Петербург) — русский революционер, народник, член Исполнительного комитета партии «Народная воля», террорист.

## Биография
Родился в семье управляющего имением помещиков Языковых вольноотпущенника Григория Степановича Ширяева (1825 — 16 сентября 1870) и дочери дьячка Ларисы Ивановны (в девичестве Сергеева, р.1839). В семье было семеро детей, двое из которых — сын и дочь, умерли в младенчестве. Кроме Степана в семье были Пётр (15 ноября 1859 — 1 апреля 1899), Иван (1 апреля 1862 — 22 января 1915), Николай (р. 30 марта 1864), сестра Елена (р. 29 мая 1867).
В 1868 году поступил в Саратовскую мужскую гимназию благодаря протекции и материальной помощи помещиков Языковых. Был лучшим из 28 учеников своего класса, имел ярко выраженные гуманитарные наклонности.
Под влиянием трудов Д. И. Писарева, Н. Г. Чернышевского, Н. А. Добролюбова, В. В. Берви-Флеровского, журнальных статей по рабочему вопросу и бесед с товарищами у него возникли представления о жизни, наполненной высоким смыслом служить своей стране и народу.
С 1874 года был одним из организаторов и наиболее влиятельных членов кружка самообразования гимназистов старших классов, который насчитывал около 50-ти человек. Местом собрания кружковцев была преимущественно его квартира, которую он снимал в Саратове.
В мае 1875 года будучи учеником 7-го класса вышел из гимназии не окончив полного курса, так как опасался исключения из неё за политическую неблагонадежность без права поступления в высшие учебные заведения.
Осенью 1875 года поступил в Харьковский ветеринарный институт стипендиатом Общества вспомоществования недостаточным студентам. Сблизился с местной радикальной молодёжью. Снабжал запрещённой революционной литературой саратовские кружки самообразования. Лекции посещал редко, занимался, главным образом, политическим самообразованием: изучал политэкономию и «Капитал» Маркса. В связи с тем, что стипендия предоставлялась лишь на один год, а других источников существования не было, в апреле 1876 года вышел из института и вернулся в Саратов.
Осенью 1876 года совместно с Ф. Е. Гераклитовым руководил смешанным народническим кружком в Саратове, в который входили гимназисты, студенты, рабочие. Занимался антиправительственной пропагандой среди рабочих-переплётчиков и сапожников.
В октябре 1876 года с целью более глубокого изучения теоретических знаний и освоения рабочей специальности, необходимой для пропаганды среди рабочих, уехал из Саратова в Калугу, а затем — за границу.
27 ноября 1876 года приехал в Лондон и здесь, не позднее 10 января 1877 года, познакомился с П. Л. Лавровым, который помог ему через своего друга, члена Генерального совета I Интернационала Г. А. Лопатина, получить работу в мастерской П. Н. Яблочкова в Париже. Изучал электротехническое мастерство с начала февраля 1877 года, а в октябре 1877 года вернулся в Лондон и продолжил работать по электрическому освещению в англо-русской мастерской «Reed’a Реньева».
25 октября 1878 года вступил в кружок русско-польских социалистов-пропагандистов, созданный в Париже П. Л. Лавровым. В ноябре 1878 года, как уполномоченный этого кружка вернулся в Россию.
В начале 1879 года — участник периферийного кружка организации «Земля и воля» в Санкт-Петербурге, где он познакомился с Плехановым Г. В. и Михайловым А. Д. Принимал участие в организации убийства агента Департамента полиции Н. В. Рейнштейна и поездки в Чернигов с Михайловым А. Д. за деньгами арестованного помещика, народовольца Лизогуба Д. А.
Член террористической группы «Свобода или смерть». Участник Липецкого (15-17 июня 1879 года) и Воронежского (18-21 июня 1879 года) съездов организации «Земля и воля». Один из учредителей партии «Народная воля» и член её Исполнительного комитета. Инициатор использования и организатор производства динамита для террористических актов. Организатор динамитных мастерских партии «Народная воля» в доме № 6 (ныне № 10) по Баскову переулку, в доме № 27 по улице Троицкой (ныне — Рубинштейна), на Невском проспекте, 124 (ныне 122).
19 ноября 1879 года взорвал дорожное полотно Московско-Курской железной дороги с царским поездом Александра II.
3 декабря 1879 года был арестован в одной из гостиниц Санкт-Петербурга. На основе показаний Г. Д. Гольденберга ему были предъявлены обвинения в производстве динамита, участии в нелегальных съездах и покушении на царя 19 ноября 1879 года.
На «Процессе шестнадцати», проходившем с 25 по 30 октября 1880 года в Петербургском военно-окружном суде, признан виновным и приговорён к смертной казни, заменённой бессрочной каторгой. После оглашения приговора заключён в Алексеевский равелин Петропавловской крепости.
По официальной версии — умер от туберкулёза, однако современные историки считают, что в 6 часов утра 18 августа 1881 года Ширяев умер в камере Алексеевского равелина от нанесённых себе травм несовместимых с жизнью

## Семья
- Жена — Анна Дмитриевна Долгорукова. Брак продлился с 1878 по 1881 год.